# Даниленко Валентин Дмитрович
Валентин Дмитрович Даниленко (17 серпня 1928, місто П'ятихатки, тепер Кам'янського району Дніпропетровської області — ?) — молдавський радянський діяч, завідувач відділу культури ЦК КП Молдавії, головний редактор журналу «Комунистул Молдовей». Кандидат у члени ЦК КП Молдавії в 1976—1981 роках. Член ЦК КП Молдавії в 1981—1990 роках. Депутат Верховної Ради Молдавської РСР 9—11-го скликань.

## Біографія
Народився в родині робітника. У 1952 році закінчив Кишинівський державний університет імені Леніна.
У 1952—1957 роках — інструктор відділу пропаганди та агітації ЦК ЛКСМ Молдавії, завідувач відділу редакції газети «Молодежь Молдавии».
Член КПРС з 1956 року.
У 1957—1965 роках — інструктор, завідувач Будинку політпросвіти та одночасно заступник завідувача відділу пропаганди та агітації Кишинівського міського комітету КП Молдавії; завідувач відділу пропаганди та агітації (ідеологічного відділу) Кишинівського міського комітету КП Молдавії.
У 1965—1966 роках — 1-й секретар Фрунзенського районного комітету КП Молдавії міста Кишинева.
У 1966—1969 роках — заступник завідувача відділу науки і культури ЦК КП Молдавії. У 1969—1974 роках — завідувач сектору та заступник завідувача відділу культури ЦК КП Молдавії.
У 1974—1977 роках — 2-й секретар Кишинівського міського комітету КП Молдавії.
У лютому 1977 — 1983 року — завідувач відділу культури ЦК КП Молдавії.
У 1978 році закінчив заочно Вищу партійну школу при ЦК КПРС.
У 1983 — після 1986 року — головний редактор журналу «Комунистул Молдовей».
Подальша доля невідома.

## Нагороди
- орден Трудового Червоного Прапора
- орден «Знак Пошани»
- медалі